# Proutictis schedoleuca
Proutictis schedoleuca là một loài bướm đêm trong họ Geometridae.